# Swami Shraddhanand College
Swami Shraddhanand College (ou traduzido ao português, Colégio Swami Shraddhanand) é uma parte da Universidade de Deli fundada em 1967, que funciona sob a tutela do governo de Deli. O colégio foi nomeado graças a Swami Shraddhanand, que seguia o método Arya Samaj. O colégio é localizado em Ali Pur, no Distrito de North West. O colégio é um das premiadas instituições da Universidade de Deli. Ele é equipado com funcionários especializados e qualificados e uma biblioteca adequada.
Em 2006, o colégio virou notícias logo após a nomeação de quatro professores diferentemente qualificados.